# Carmarthen

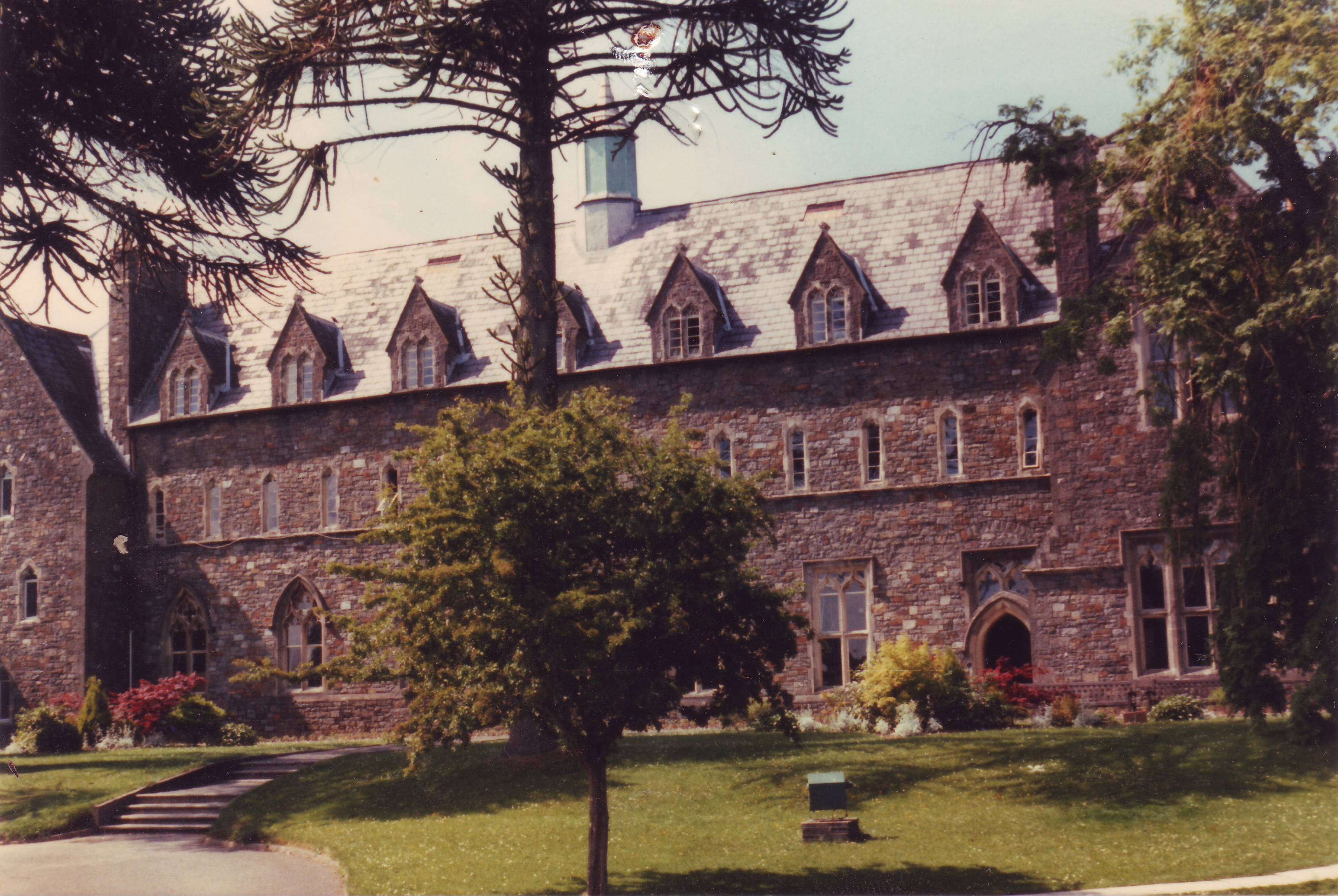
Trinity College w Carmarthen

Carmarthen (wal. Caerfyrddin) - miasto w południowej Walii położone nad rzeką Tywi. Stolica hrabstwa Carmarthenshire. Ok. 15 000 mieszkańców.
Carmarthen uważane jest za najstarsze miasto w Walii, wzmianki o nim można znaleźć już u Ptolemeusza. W czasach, gdy Brytania była rzymską prowincją, Carmarthen nosiło nazwę Maridunum (fort morski). Szczątki rzymskiego fortu zachowały się do dziś, czas ich powstania datuje się na 75-77 rok n.e. Zachowały się również pozostałości rzymskiego amfiteatru (Maridunum Demetarum) - to jeden z siedmiu zabytków tego rodzaju, jakie odnaleźć można na terenie Wielkiej Brytanii.
Genezę walijskiej nazwy miasta wywodzi się od słowa Myrddin, które tłumaczy się jako Merlin. Pierwotna nazwa miasta brzmiała Caer Myrddin (fort Merlina, zamek Merlina) i nawiązywała do jednej z wersji legendy o królu Arturze, według której Merlin urodził się w grocie nieopodal Carmarthen. Pomimo sporej popularności tej wersji pochodzenia nazwy miasta, historycy twierdzą, że słowo Myrddin było po prostu walijską wersją rzymskiej nazwy Maridunum.
W Carmarthen, podobnie jak w całym hrabstwie Carmarthenshire spory odsetek ludności posługuje się językiem walijskim. Jedna z dwóch szkół średnich w tym mieście, Ysgol Bro Myrddin, prowadzi zajęcia wyłącznie w tym języku.
Carmarthen ma bardzo dobre połączenie drogowe oraz kolejowe z industrialnym, południowo-wschodnim rejonem Walii, jednak samo miasto nie jest rozwinięte przemysłowo.